# النباهة (القفر)

تعديل مصدري - تعديل

النباهة محلة تابعة لقرية الضيق، التابعة لعزلة النخلة بمديرية القفر إحدى مديريات محافظة إب في الجمهورية اليمنية، بلغ تعداد سكانها 24 حسب تعداد اليمن لعام 2004.